# Tuffi ai campionati europei di nuoto 2024 - Trampolino 3 metri sincro maschile
La competizione del trampolino 3 metri sincro maschile ai campionati europei di nuoto di Belgrado 2024 si è svolta il 23 giugno 2024, presso l'Istituto serbo per lo sport e la medicina sportiva di Belgrado, in Serbia.
La finale si è svolta alle 15:30.

## Risultati
| Class   | Nazione       | Tuffatori                        | Punti | Punti | Punti | Punti | Punti | Punti | Punti  |
| Class   | Nazione       | Tuffatori                        | T1    | T2    | T3    | T4    | T5    | T6    | Totale |
| ------- | ------------- | -------------------------------- | ----- | ----- | ----- | ----- | ----- | ----- | ------ |
| Oro     | Francia       | Jules Bouyer Alexis Jandard      | 50.40 | 43.20 | 77.52 | 83.22 | 70.38 | 79.80 | 404.52 |
| Argento | Spagna        | Juan Pablo Cortés Nicolás García | 44.40 | 48.60 | 69.30 | 72.54 | 65.70 | 78.54 | 379.08 |
| Bronzo  | Polonia       | Kacper Lesiak Andrzej Rzeszutek  | 48.60 | 49.20 | 67.50 | 65.10 | 68.34 | 76.50 | 375.24 |
| 4       | Italia        | Stefano Belotti Matteo Santoro   | 49.20 | 48.00 | 66.03 | 68.34 | 67.20 | 53.04 | 351.81 |
| 5       | Gran Bretagna | Leon Baker Hugo Thomas           | 46.80 | 44.40 | 72.90 | 60.30 | 54.60 | 70.68 | 349.68 |
| 6       | Germania      | Lou Massenberg Jonathan Schauer  | 46.20 | 45.00 | 65.70 | 66.96 | 57.12 | 66.30 | 347.28 |
| 7       | Ucraina       | Oleh Kolodiy Danylo Konovalov    | 48.60 | 42.60 | 56.10 | 69.75 | 57.00 | 67.32 | 341.37 |
| 8       | Croazia       | David Ledinski Matej Nevešćanin  | 43.80 | 41.40 | 63.90 | 66.96 | 64.26 | 60.30 | 340.62 |
| 9       | Austria       | Dariush Lotfi Nikolaj Schaller   | 43.80 | 45.60 | 56.70 | 63.90 | 60.45 | 63.24 | 333.69 |
| 10      | Serbia        | Nikola Paraušić Bogdan Savić     | 38.40 | 31.20 | 42.93 | 36.12 | 48.60 | 52.08 | 249.33 |